# 게임회사 여직원들
《게임회사 여직원들》은 대한민국의 만화가 마시멜이 다음 웹툰에서 연재한 만화이다. 이 웹툰은 작가가 실제로 게임회사 3곳에서 5년간 근무해 본 경험을 바탕으로 그렸다고 한다.

## 등장 인물

#### 여직원들
- 마시멜
- 아름
- 여기혜

#### 남직원들
- 맹팀장 (본명은 맹수혁.)
- 곰개발
- 식빵 사장
- 김푸딩

#### 그 외 인물
- 아량
- 강위나

## 도서
- 《게임회사 여직원》, 2014-05-30, ISBN 9788960881389

## 웹드라마
동명의 웹툰을 원작으로 한 웹드라마가 네이버TV에서 공개되었다. 이 드라마는 게임회사에서 일하는 이들의 일상이 담겨졌다.

### 등장 인물
- 이민지 : 마시멜 역
- 배주현 : 아름 역
- 이지연 : 여기혜 역
- 이주영 : 김푸딩 역
- 장동윤 : 곰개발 역
- 정승길 : 맹수혁 팀장 역
- 이채은 : 강위나 역

### 그 외 인물
- 이명하 : 매장직원 역

### 회차별 부제
| 회차 | 공개일          | 부제                                                | 연출   |
| ---- | --------------- | --------------------------------------------------- | ------ |
| 1화  | 2016년 7월 25일 | 지금 시점에서 미연시를 추구해도 괜찮은걸까          | 윤성호 |
| 2화  | 2016년 7월 25일 | 남의 업장에서 우리의 컬러를 추구해도 괜찮은걸까     | 이랑   |
| 3화  | 2016년 7월 25일 | 하드코어RPG 개발자는 데드맨을 무서워하면 안되는걸까 | 이랑   |
| 4화  | 2016년 7월 25일 | 엘리베이터에서 심쿵을 느끼면 안되는걸까             | 박동훈 |
| 5화  | 2016년 7월 25일 | M.T.에서 면접을 보면 안되는걸까                     | 박동훈 |
| 6화  | 2016년 7월 25일 | 이면지함에서 솔루션을 추구하면 안되는걸까           | 이랑   |
| 7화  | 2016년 8월 1일  | 완벽에 가까운 체크남방을 추구하면 안되는걸까        | 박동훈 |
| 8화  | 2016년 8월 1일  | 사랑도 다운로드를 추구하면 안되는걸까               | 이랑   |
| 9화  | 2016년 8월 1일  | 신입에게 관용을 추구하면 안되는걸까                 | 윤성호 |
| 10화 | 2016년 8월 1일  | 주말의 회사에서 코스프레를 추구하면 안되는걸까      | 윤성호 |
| 11화 | 2016년 8월 1일  | 던전에서 애정의 보안을 추구하면 안되는걸까          | 윤성호 |